# Prostitució infantil
La prostitució infantil és la prostitució que implica un infant, i és una forma d'explotació sexual infantil. El terme normalment es refereix a la prostitució d'un menor, o una persona sota l'edat legal de consentiment.
A la majoria de jurisdiccions, la prostitució infantil és il·legal com a part de la prohibició general de la prostitució.
La prostitució infantil sol manifestar-se en forma de tràfic sexual, en què un nen és segrestat o enganyat perquè s'impliqui en el comerç sexual, o sexe de supervivència, en el qual el nen es dedica a activitats sexuals per obtenir productes bàsics com ara menjar i habitatge. La prostitució dels nens s'associa habitualment amb la pornografia infantil, i sovint se superposen. Algunes persones viatgen a països estrangers per participar en el turisme sexual infantil. La investigació suggereix que hi pot haver fins a 10 milions de nens involucrats en la prostitució a tot el món. La pràctica està més estesa a Amèrica del Sud i Àsia, però la prostitució infantil existeix a tot el món, als països subdesenvolupats i també als desenvolupats. La majoria dels nens que participen en la prostitució són noies, malgrat l'augment del nombre de nois joves en el comerç.
Tots els països membres de les Nacions Unides s'han compromès a prohibir la prostitució infantil, ja sigui en virtut de la Convenció sobre els drets de l'infant o el Protocol opcional sobre la venda de nens, la prostitució infantil i la pornografia infantil. S'han creat diverses campanyes i organitzacions per intentar aturar la pràctica.